# Schistostoma golbeki
Schistostoma golbeki är en tvåvingeart som beskrevs av Igor Shamshev 1993. Schistostoma golbeki ingår i släktet Schistostoma och familjen styltflugor.
Artens utbredningsområde är Uzbekistan. Inga underarter finns listade i Catalogue of Life.